# Coppelia (sloop)
Le Coppelia est un ancien sloop ostréicole des Pertuis Charentais lancé en 1952.

Il a le label BIP (Bateau d'intérêt patrimonial)  de la Fondation du patrimoine maritime et fluvial depuis 2007.
Son immatriculation est MN 312649 (quartier maritime de Marennes).

## Histoire
Ce sloop est différent des sloops typiques des pertuis. En plus de sa fonction ostréicole classique, il pouvait aussi transporter des matériaux pour la construction des parcs à huîtres. Son faible tirant d'eau permettait son échouage sur les bancs.
Il possède une cale en milieu pouvant affréter 12 tonnes de charge. À l'origine un mât de charge équipait le sloop, le moteur se trouvait sur l'avant.
Il a servi exclusivement à l'ostréiculture de 1953 à 1988.
Désarmé durant dix ans il reste au mouillage  et continue d'être entretenu. Lors d'une tempête il s'échoue sur l'île de Nole (Bourcefranc-le-Chapus). Il est cédé à son propriétaire actuel qui le renfloue et en fait une restauration complète à l'identique.
Il fait désormais partie du Patrimoine navigant en Charente-Maritime (PNCM). Il est armé à la plaisance et participe à de nombreux rassemblements de vieux gréements.